# Анжелика в гневе
«Анжелика в гневе» (оригинальное название — «Великолепная Анжелика») (фр. Merveilleuse Angélique) — французский историко-авантюрный романтический фильм, экранизация второй книги «Путь в Версаль» из серии романов об Анжелике, написанных Анн и Сержем Голон.

## Описание сюжета
После казни любимого мужа, графа Жоффрея де Пейрака, Анжелика живёт в разбойничьем логове и вынуждена стать любовницей преданного ей главаря шайки Николя по прозвищу Каламбреден. 
Анжелика тяготится положением «маркизы» воровского мира, все её мысли направлены на то, чтобы начать новую жизнь. Не хватает ей и общения с детьми, которые живут на попечении бывшей служанки Анжелики – Барбы.
За шагами вдовы де Пейрак следит её старый друг – бывший адвокат Франсуа Дегре, ставший к этому времени полицейским чиновником. Каламбреден вступает в войну с бандой цыган и её вожаком Родогоном. В одной из потасовок Николя прикрывает бегство Анжелики от полицейских, но сам погибает.
Анжелика поступает на службу к разорившемуся трактирщику Боржу. Ловкая и предприимчивая, она превращает второсортную «забегаловку» в модное заведение «Красная маска». Дети Анжелики оказываются с матерью.
Разбогатев, Анжелика приобретает патент на продажу шоколада. Она вновь богата и окружена поклонниками. Но её по-прежнему не принимают в высшем обществе: после казни мужа она лишена титула и состояния.
Однажды ватага подвыпивших аристократов учиняет погром в «Красной маске». Во время пьяной оргии брат короля убивает служащего в трактире мальчика, свидетелями этого становятся Анжелика и Дегре. Аристократы поджигают заведение и уходят.
Анжелика подстрекает своего нового любовника, поэта  Клода Ле Пти к написанию памфлетов. Париж узнаёт имена погромщиков – по одному имени в день. Людовик XIV узнаёт, что все эти люди – из свиты его младшего брата – Филиппа Орлеанского. Королю невыгодна огласка, он приказывает арестовать памфлетиста.
Дегре предупреждает Анжелику о грозящей опасности. В конце концов Ле Пти сам понимает, что у их отношений с Анжеликой нет будущего и она лишь использует его в своих целях. На самом же деле Анжелика всё ещё любит Жоффрея де Пейрака, она одержима идеей мести за его смерть, а также стремится вернуться в высший свет и обеспечить будущее своим сыновьям. Влюблённый, но потерявший надежду на искреннюю взаимность, Клод нарочно попадает в руки полицейских, чтобы избежать огласки и помочь Анжелике избежать гнева короля. Ле Пти казнят через повешение.
Анжелика вступает в связь со своим кузеном Филиппом де Плесси-Беллье, к которому питала большую симпатию еще с детства. Она выкупает его имение и хочет выйти за него замуж, но гордый Филипп отвечает ей оскорбительным отказом. Он узнаёт, что шайка принца Конде, которая много лет назад готовила покушение на короля, собирается устранить Анжелику, которая случайно узнала об их замыслах и спрятала ларец с ядом. Филипп заявляет принцу, что решит этот вопрос. В обмен на уничтожение доказательства – шкатулки с ядом – Анжелика требует от маршала свадьбы: так она сможет, наконец, вернуться в высший свет. Однако, понимая, что Филипп не любит её и считает обычной карьеристкой, она отказывается от свадьбы и отдает ему шкатулку с ядом. Филипп топит ларец в озере.
Анжелика получает приглашение в Версаль и встречает там Филиппа. Маршал представляет Анжелику королю как свою невесту и просит разрешения жениться на ней. Людовик, тайно влюблённый в Анжелику, узнаёт «вдову де Пейрак», но делает вид, что видит её впервые, и, скрепя сердце, благословляет их союз.

## В ролях
- Мишель Мерсье — Анжелика Сансе де Монтелу
- Джулиано Джемма — Николя-Каламбреден
- Жан-Луи Трентиньян — Клод Ле Пти
- Клод Жиро — Филипп де Плесси-Белльер
- Жан Рошфор — Франсуа Дегре
- Жак Тожа — король Людовик XIV
- Ноэль Роквер — метр Боржу, трактирщик
- Дениз Прованс — Барба, кормилица детей Анжелики
- Робер Порт — «Месье» (Филипп Орлеанский), брат короля
- Роберт Хоффман — шевалье де Лоррен
- Филипп Лемер — маркиз де Вард
- Франсуа Местр — принц де Конде
- Клэр Морье — Нинон де Ланкло
- Роберто — Баркароль
- Шарль Ренье — Конан Беше
- Жак Иллен — Молин
- Джино Мартурано — Родогон
- Розальба Нери — Ла Поллак
- Михаэль Мюнцер — «красавчик»
- Доминик Вирио — Лино
- Патрик Леметр — Флипо
- Элизабет Эрси — Розина
- Эрнст Шрёдер — капитан де Шателе
- Малка Рибовска — маркиза де Бренвилье
- Лино Банфи — Пульчинелла (в титрах не указан)

## Советское закадровое озвучивание
Фильм озвучен на киностудии имени Горького в 1985 году.
- Режиссёр озвучивания — Клеопатра Альперова
- Звукооператор — Ирина Дунаевская
- Автор литературного перевода — Сара Шайкевич
- Редактор — Лариса Железнова

Текст читал Сергей Малишевский.

## Производство

### Съёмочная группа
- Режиссёр: Бернар Бордери
- Продюсеры: Франсис Кон, Раймон Бордери
- Сценаристы: Клод Брюле, Бернар Бордери, Франсис Кон
- Композитор: Мишель Мань
- Оператор: Анри Персен
- Художник по костюмам: Розин Деламар
- Художник по декорациям: Рене Мулаэр

### Кастинг
Джулиано Джемма, сыгравший Николя, в юности работал пожарным в Риме, его военная специальность — сапёр.
С актёром Жаком Тожа, исполнившим роль короля Людовика, Мишель Мерсье связывала дружба, и по признанию само́й актрисы, Тожа был одним из лучших друзей в её жизни. Мишель говорила, что Жак Тожа был одним из немногих людей, который оказывал ей поддержку в тяжелые моменты жизни.

### Съёмки
Во время съёмок этой серии Мишель Мерсье участвовала в бракоразводном процессе. По окончании съёмок Мишель Мерсье чувствовала себя до такой степени опустошённой, что режиссёр подумывал о приглашении для последующей работы Урсулы Андресс или Клаудии Кардинале.

### Премии
В 1967 году картина стала лауреатом немецкой премии «Золотой экран» (англ. Golden Screen).

## Релиз

### Премьеры
- — уже в апреле 1965 года, до премьеры во Франции, фильм вышел на экраны Турции[1].
- — 7 июля 1965 года состоялась премьера в Париже[1].
- — в ФРГ — 30 июля 1965 года[1].
- — в Дании — 9 августа 1965 года[1].
- — в Финляндии — 17 сентября 1965 года[1].
- — 29 декабря 1965 года состоялась премьера фильма в Риме.[1]
- — в США — летом 1966 года
- — в Португалии — 30 сентября 1966 года[1].
- — в Великобритании — в 1968 году.[1]
- — в Японии — в 1970 году
- — в СССР фильм вышел в октябре 1985 года[2], с одноголосым переводом киностудии имени Горького.

### Выход на видео в России
Фильм неоднократно издавался в России на VHS и DVD в период с 2000 по 2006 годы — выпуском картины занимались такие студии, как «Светла», «RUSCICO», «ОРТ- Видео», «Лизард», «Vlad LISHBERGOV» и «Мастер Тэйп». Большинство изданий содержало синхронный закадровый перевод картины. Для показа в СССР в 80-е гг. картина не дублировалась. 
Современный дубляж фильма был сделан в начале 2000-х по заказу Первого канала.